# یوتاکا هیروسه
یوتاکا هیروسه (به ژاپنی: 広瀬 裕, Hirose Yutaka)؛ زادهٔ ۴ اوت ۱۹۶۲) بازیگر، و صداپیشه اهل ژاپن است.